# István Gergely
István Gergely (Dunajská Streda, 20 agosto 1976) è un pallanuotista ungherese, vincitore di due medaglie d'oro ai giochi olimpici di Atene 2004 e Pechino 2008. Si è laureato per tre volte campione di Slovacchia (una volta con lo Slavia Bratislava, altre due con il Novaky). Con l'Honved ha vinto una Coppa dei Campioni, una Supercoppa LEN, cinque campionati ungheresi, due Coppe d'Ungheria e due Supercoppe d'Ungheria, oltre a disputare altre due finali di Coppa dei Campioni.